# Prvenstvo Anglije 1877
Prvo prvenstvo Anglije (angleško Wimbledon Championship) je bil teniški turnir, ki je leta 1877 potekal v londonskem All England Lawn Tennis and Croquet Clubu. To je prvi uradni teniški turnir v Angliji in prvi od turnirjev za Grand Slam, kot so bili poimenovani kasneje. Tekmovanje je potekalo le za moške posamezno, nastopalo je dvaindvajset tenisačev. Za turnir so sestavili pravila, ki so bila izpeljana iz pravil Marylebone Cricket Cluba iz leta 1875. Turnir se je začel v ponedeljek, 9. julija 1877, finale pa je potekal v torek, 19. julija, pred dvesto gledalci. Vstopnina je znašala 1 šiling. Nagrada za zmagovalca je znašala dvanajst gvinej in srebrn pokal, ocenjen na 25 gvinej. Turnir je prinesel deset funtov dobička. Spencer Gore je postal prvi zmagovalec turnirja. V finalu je v oseminštirideset minut trajajoči igri premagal Williama Marshalla.

## Ozadje

### Zgodovina
Začetki tenisa segajo v dvanajsto stoletje, ko so na severu Francije udarjali žogo z dlanjo v igri, imenovani jeu de paume. Loparji so se pojavili v šestnajstem stoletju. Prvotno različico tenisa, danes znano kot pravi tenis, so plemiči in ostali pripadniki višjega sloja igrali večinoma v zaprtih prostorih. Konec 60-ih let 19. stoletja so se začeli prvi poskusi tenisa na travi. Vulkanizirane poskakujoče gumaste žogice in izum kosilnice nekaj desetletij pred tem so omogočali enostaven prenos igre na travnato površino. Major Harry Gem in Augurio Perera sta predstavila svojo različico igre, imenovano Pelota, in leta 1872 v Leamington Spaju ustanovila prvi klub tenisa na travi. Leta 1874 je major Clopton Wingfield predstavil svojo različico tenisa na travi, poimenovano Sphairistike. V prijavi patenta jo je opisal kot »novo in izboljšano igrišče za igranje starodavne igre tenisa«, z njenim trženjem pa je prispeval k dvigu priljubljenosti tenisa.

### Klub
23. julija 1868 je šest moških v pisarni revije The Field ustanovilo All England Croquet Club. Oktobra 1869 so najeli štiri akre travnika na Worple Road v Wimbledonu, tedaj na obrobju Londona. Klub je moral plačevati 50 £ letne najemnine za zemljišče, kasneje je ta narasla na 75 £ in nato na 100 £. Zaradi zviševanja najemnine in vse manjšega zanimanja za kroket je klub zabredel v finančne težave, zato so leta 1875 v ponudbo kluba vključili tudi tenis na travi. Izkoristili so vse večje zanimanje za ta nov šport in s tem povečali prihodke kluba. Odločitev je bila sprejeta na letnem klubskem sestanku, ko so tudi določili članarino (dve gvineji za oba športa). Eno od igrišč za kroket so za 25 £ preuredili v teniško igrišče in kmalu po končanju del 25. februarja 1875 se je včlanilo ducat novih članov. Leto za tem so zaradi priliva novih teniških članov tretjino klubskega zemljišča namenili za teniška igrišča. Hkrati so imenovali tudi člana komiteja, ki je bil zadolžen za teniški del. Tenis na travi je postal tako priljubljen, da so 14. aprila 1877 klub uradno preimenovali v All England Lawn Tennis and Croquet Club (AELTC). 2. junija 1877 se je klubski komite na predlog ustanovnega člana in klubskega tajnika Johna H. Walsha odločil izpeljati turnir v tenisu na travi, s katerim bi pridobili sredstva za popravilo okvarjenega valjarja za travo.

### Pravila
24. maja 1975 je Marylebone Cricket Club (MCC) kot krovna organizacija za racket in pravi tenis objavil prva splošna pravila za tenis na travi. V veliki meri so temeljila na pravilih, ki jih je objavil major Wingfield leta 1874 v knjigi s pravili Sphairistike or Lawn Tennis. Nekateri vidiki pravil so bili predmet dolge razprave v medijih in v komiteju AELTC se niso strinjali z nekaterimi rešitvami. Za razrešitev te problematike so ustanovili podkomite za določitev turnirskih pravil, ki so ga sestavljali Charles Gilbert Heathcote, Julian Marshall in Henry Jones. Na podlagi pravil Marylebone Cricket Cluba so sestavili nova pravila, ki so bila označena kot začasna, da ne bi užalili MCC:
- Igrišče je pravokotne oblike z merami 78 × 27 čevljev (23,77 × 8,23 m).
- Mreža je znižana na tri čevlje in tri palce (0,99 m) v sredini.
- Žogice v premeru merijo med 2 1⁄2 in 2 5⁄8 palca (6,4–6,7 cm) in tehtajo 1 3⁄4 unče (49,6 g).
- Točkovanje je po petnajst kot pri pravem tenisu.[b]
- Prvi tenisač, ki osvoji šest iger, je zmagovalec niza. Ob izidu 5:5 v igrah odloča enajsta igra, razen v odločilnem nizu, ko se igra na razliko dveh iger.[2]
- Če sodnik ne določi drugače, morata tenisača po vsakem nizu zamenjati strani igranja.
- Server ima dve možnosti za veljaven začetni udarec v vsaki točki.

Ta pravila, ki jih je sestavil AELTC, tvorijo osnovo športa in z manjšimi spremembami veljalo še danes.
9. junija 1877 je bil turnir prvič javno napovedan v športni reviji The Field:
All England Croquet and Lawn Tennis Club, Wimbledon, predlaga izpeljavo teniškega turnirja na travi, odprtega za vse amaterske gospode, v ponedeljek 9. julija in v sledečih dneh. Prijavnina je 1 £ 1 s 0 d. Podeljeni bosta dve nagradi – zlata za prvaka in srebrna za drugouvrščenega. — Henry Jones – častni tajnik komiteja tenisa na travi
V opombi je bilo dodano:
Igralci morajo prinesti lastne loparje in nositi čevlje brez pete.
Vabila so poslali vsem potencialnim tekmovalcem. John H. Walsh je kot urednik revije The Field prepričal svojega delodajalca, da zmagovalcu podari »Pokal Fielda«, vreden 25 gvinej. Ta pokal so prejeli zmagovalci turnirja do leta 1883, ko ga je v trajno last prejel William Renshaw po svoji tretji zmagi. Izdelan je iz srebra z vgraviranim besedilom: »The All England Lawn Challenge Cup – Presented by the Proprietors of The Field – For competition by Amateurs – Wimbledon July, 1877.« 6. julija 1877, tri dni pred začetkom turnirja, je The Times objavil novico:
Naslednji teden bo na igriščih All England Croquet and Lawn Tennis Cluba potekal turnir v tenisu na travi. Klubsko zemljišče leži v bližini wimbledonske postaje na južno-zahodni železnici in je dovolj veliko za postavitev tridesetih igrišč. Vsak dan se bodo tekmovanja začela ob 3.30, prvi krog se seveda začne v ponedeljek. Častni tajnik turnirja je g. J. H. Wals, g. H. Jones pa sodnik. Prijav je veliko.

## Turnir
Žreb za turnir z dvaindvajsetimi tekmovalci je potekal v soboto, 7. julija 1877, prvi izžreban tenisač v zgodovini modernega tenisa je bil g. H. T. Gillson. Table, mreže in žogice za turnir je dobavilo podjetje Jefferies & Co iz Woolwicha. Turnir se je pričel v ponedeljek, 9. julija 1877. Ni znano, kdo je prvi začel igrati, toda prvi dan turnirja je bilo v sončnem vremenu odigranih deset dvobojev prvega kroga. F. N. Langham, cambriški dobitnik nagrade blue za tenis, je napredoval brez boja, ker se njegov nasprotnik C. F. Buller iz Etona, sicer znan igralec racketsa, ni pojavil. Julian Marshall je prvi tenisač, ki je dobil dvoboj v petih nizih po tem, ko je izgubil prva dva niza proti kapitanu Grimstonu. Pet dvobojev drugega kroga je bilo odigranih v torek, 10. julija, ponovno v lepem vremenu. Charles Gilbert Heathcote je napredoval brez dvoboja, J. Lambert pa je kot prvi tenisač v Wimbledonu dvoboj predal, ko je že zaostajal z 0:2 v nizih proti L. R. Erskinu. Julian Marshall je ponovno zmagal v petih nizih, tokrat proti F. W. Oliverju.
Tretji krog je bil odigran v sredo, 11. julija, in v tekmovanju so za polfinale preostali le trije tekmovalci. Za razrešitev tega položaja so organizirali žreb, po katerem je William Marshall, osemindvajsetletni cambriški dobitnik nagrade blue za tenis, napredoval v finale brez dvoboja. Tam se je pomeril s Spencerjem Gorom, ki je v edinem polfinalu premagal Heathcota v treh nizih. Po koncu polfinala v torek, 12. julija, je bil turnir začasno ustavljen do ponedeljka, 16. julija, zaradi tekme v kriketu med Etonom in Harrowom na Lord's Cricket Groundu, ki je potekala v petek in soboto. Finale je bil zaradi dežja še nadalje odložen s petka, 16. julija, na četrtek, 19. julija, ob 15.30. Zaradi dežja se je finale na ta dan začel uro kasneje, ob 16.30, na mrtvem in drsečem igrišču. Na strani igrišča je bilo začasno leseno stojišče za trideset gledalcev. Osrednje igrišče v prvih štirih letih turnirja še ni obstajalo. Dvoboj je trajal oseminštirideset minut in Spencer Gore, osemindvajsetletni igralec racketsa iz Wandswortha, je osvojil naslov v treh nizih, ki so trajali petnajst, trinajst in dvajset minut. Gore, specialist za volej, je premagal igralca osnovne črte v času, ko so nekateri imeli igro pri mreži za nešportno.

### Analiza
Dan za tem, 20. julija 1877, je časopis The Morning Post izdal poročilo s turnirja:
Turnir v tenisu na travi – Precejšnje število gledalcev se je včeraj zbralo, navkljub dežju, na lepo vzdrževanem posestvu All England Cluba, Wimbledon, da bi prisostvovali finalni tekmi med g. Spencerjem Gorom in W. Marshallom za naslov. Igra na obeh straneh je bila na najvišjem nivoju in je ljubiteljem športa prinesla lepo darilo. Vse tri nize je osvojil g. Gore, ki je tako postal prvak v tenisu za travi za leto 1877 ter osvojil nagrado 12 £ 12 s ter srebrni pokal, vreden 25 £ 5 s. Za drugo in tretjo nagrado sta se pomerila g. W. Marshall in G.C. Heathcotea (na dva dobljena niza po dogovoru). G. Marshall je zmagal v dveh nizih in osvojil srebrno nagrado (vredno 12 £ 12 s). G. Heathcote je osvojil nagrado za tretje mesto, vredno 3 £ 3 s.
Gorova zmaga je pomenila zmago teniške različice racketsa nad pravim tenisom in napadalnega sloga igre z voleji in igro pri mreži nad slogom igre osnovnih udarcev z osnovne črte. Gore je bil dober v različnih športih, imel je velik doseg rok ter močno in gibljivo zapestje. Njegov slog voleja je bil za tisti čas novost – močan udarec namesto le nastavljenega loparja za rahel odboj na drugo stran mreže. Njegova napadalna igra je bila tako uspešna tudi zaradi višine mreže, ki je bila tedaj 5 čevljev (1,52 m), danes je 3 čevlje in 6 palcev (1,07 m), zaradi česar so njegovi nasprotniki težje odigrali mimo njega ob stranski črti.
Kljub svoji zmagi pa Gore ni bil preveč navdušen nad novo različico tenisa na travi. Trinajst let po svojem zmagoslavju je zapisal: »... pomanjkanje pestrosti bo preprečilo tenisu na travi v trenutni obliki, da bi se uveljavil med naše najboljše športe ... Vsak, ki je dober v kriketu, tenisu ali celo racketsu, da bi se resno posvetil tenisu na travi, razen da se dokaže kot obetavni igralec, skoraj ni mogoče; s precejšnjo verjetnostjo ga bi monotonija igre v primerjavi z drugimi odgnala, preden bi lahko v njej zablestel.« Vseeno pa se je naslednjega leta vrnil in branil naslov v Izzivu prvaka, ko ga je premagal Frank Hadow v treh nizih.
Po koncu turnirja je Henry Jones zbral vse kartice z rezultati turnirja in ugotovil, da je bila na turnirju odigrana 601 igra, od katerih jih je server 376 dobil in 225 izgubil. V tistem času, ko so igrali spodnji servis ali servis v višini ramen, je to veljalo za prevlado serverjev, zato so za naslednji turnir spremenili pravila. Ta sta skupaj objavila AELTC in MCC. Dolžina servernega polja je bila zmanjšana s 26 na 22 čevljev (s 7,92 na 6,71 m), višina mreže zmanjšana na 4 čevlje in 9 palcev (1,45 m) ob nosilcih in na 3 čevlje (0,91 m) v sredini.

## Rezultati

### Moški posamično
Spencer Gore :  William Marshall,  6-1 6-2 6-4